# Пустильник, Фишель Исаакович
Фишель Исаакович Пустильник (сценический псевдоним — Ефим Дымов, англ. Fishel Pustilnik; род. 13 мая 1948, Бендеры, Молдавская ССР) — советский саксофонист, скрипач, композитор. Руководитель вокально-инструментального ансамбля «Верные друзья» (1977—1988).

## Биография
Родился в Бендерах в семье музыканта, участника Великой Отечественной войны, старшего вычислителя 1-го дивизиона 184-й гаубичной артиллерийской бригады, старшего сержанта Исаака Фишелевича Пустильника (1919, Хмельник — ?), призванного в 1939 году из Биробиджана и награждённого орденом Красной Звезды (1945), медалями. С шестилетнего возраста учился игре на скрипке. Когда ему было семь лет, семья переехала в Ригу. С четырнадцати лет учился игре на саксофоне. Начал эстрадную карьеру в оркестре Раймонда Паулса, затем возглавил оркестр в первом рижском джазовом кафе «Аллегро». Окончил химический факультет Рижского политехнического института (1972).
В 1972 году переехал в Москву, где был принят в ансамбль Владимира Макарова. Окончил отделение хорового дирижирования Музыкального училища имени Гнесиных, затем Московский государственный институт культуры по классу саксофона.
С 1973 года играл в ВИА «Москвичи» при Москонцерте, после его распада в 1973 году стал одним из основателей и саксофонистом созданного на основе «Москвичей» вокально-инструментального ансамбля «Верные друзья», до 1977 года выступавшего с Валерием Ободзинским. В 1977—1988 годах — художественный и музыкальный руководитель ансамбля «Верные друзья» и его основной аранжировщик. В 1988 году эмигрировал в Канаду и ансамбль прекратил существование. Организовал в Торонто музыкальную студию, где обучал детей игре на фортепиано и саксофоне, выпустил четыре нотных сборника собственной музыки для фортепиано «Jazz & Pop Piano Paradise» (2003) и сборник для саксофона «Jazz & Pop Sax Paradise» (2006), а также многочисленные нотные издания аранжировок джазовых и эстрадных композиций других музыкантов.
Автор исполненных «Верными друзьями» песен «Деревянные лошадки», «Жду тебя», «Я надеюсь», «Днём и ночью», «Вечер встречи», «Пересмешник».